# Kalle Tuppurainen
Kalle Tuppurainen (* 28. November 1904; † 1. Januar 1954) war ein finnischer Skisportler.
Bei den Olympischen Winterspielen 1928 war er als Soldat Teilnehmer der finnischen Mannschaft beim Demonstrationsbewerb Militärpatrouille, die in dieser Disziplin die Silbermedaille gewann. Er nahm auch bei den Nordischen Skiweltmeisterschaften 1938 im 50-km-Skilanglauf und belegte dabei den 51. Platz.